# Kuku Sebsebe
Kuku Sebsebe là một ca sĩ người Ethiopia. Bà thường biểu diễn với nhạc cụ tổng hợp và đệm trống, thỉnh thoảng có thêm các nhạc cụ truyền thống như krar hoặc các nhạc cụ khác như guitar điện. Trong khi bà sử dụng các nhạc cụ và hòa âm hiện đại, phong cách hát của bà về cơ bản là truyền thống, sử dụng các chế độ như tezeta.

## Cuộc đời và sự nghiệp
Kuku sinh ngày 8 tháng 12 tại Addis Ababa, Ethiopia. Bà đã dành phần lớn giáo dục của mình tại trường Nazareth và tốt nghiệp American Mission. Sở thích âm nhạc của Kuku nảy sinh từ khi còn rất nhỏ. Từ năm chín tuổi, bà thường làm vui cho các bạn cùng lớp bằng cách bắt chước tất cả các nghệ sĩ nổi tiếng của cả nhạc Amharic và tiếng Anh bằng cách sử dụng hộp cơm trưa của mình như một cái trống. Niềm đam mê và tình yêu dành cho âm nhạc của bà được nuôi dưỡng bởi cha cô, Dejazmach Sebsebe Shiberu, những buổi mứt tại nhà của họ và nền âm nhạc, âm nhạc của anh. Bà đã sống ở Washington, DC, Hoa Kỳ trong nhiều năm nhưng đã quay trở lại Ethiopia c. 2003.
Vào năm 15 tuổi, Kuku đã trình bày tài sản riêng của cha mình, cũng như các bộ sưu tập các câu thơ khác cho ca sĩ yêu thích của bà Muluken Melesse. Lần đầu tiên bà biểu diễn trên sân khấu là trong bữa tiệc tốt nghiệp của mình tại khách sạn Hilton. Các bạn cùng lớp quen với việc bà đã đẩy bà lên sân khấu   và đặt con đường cho sự nghiệp âm nhạc. Hành động âm nhạc này đã khiến bà hợp tác với cả ban nhạc Ibex và Wallias. Bà làm việc với ban nhạc Ibex tại khách sạn Ras trong một thời gian ngắn và tiếp tục là nữ ca sĩ đầu tiên biểu diễn tại khách sạn Hilton với ban nhạc Wallias xuất hiện 5 ngày một tuần.
Ngay sau buổi biểu diễn đầu tiên, Kuku sau đó tham gia ban nhạc Roha tại khách sạn Ghion, trở thành ca sĩ đầu tiên của nhóm và thu âm đĩa đơn đầu tiên "Ingidayenesh" với Alemayehu Eshete.
Vì sự phổ biến của bài hát, bà tiếp tục đọc album đầu tay của mình với ban nhạc Roha có tên Fikreh Beretabegne. Bà cũng quyến rũ người hâm mộ của mình tại nhà hàng biệt thự Verde, một trong những nơi tốt nhất tại thời điểm bà biểu diễn với Mellie Gesesse trên cây đàn piano. Bà đã phát hành album thứ hai Ajere Meweded và video clip đầu tiên trên ETV giới thiệu các bím tóc kiểu Kuku nổi tiếng. Bà bắt đầu thực hiện các buổi hòa nhạc, vì lượng người hâm mộ của bà ngày càng tăng, cả trong nước và quốc tế. Ở Ethiopia, bà thường xuyên xuất hiện tại rạp chiếu phim ở Merkato và cả ở Nazareth, cả hai đều có ban nhạc Roha. Người hâm mộ lớn nhất của bà được mọi người biết đến là người đàn ông làm bánh thường đi xem tất cả các chương trình của bà và luôn mang cho người nổi tiếng một chiếc bánh cá nhân để chúc bà may mắn.
Buổi hòa nhạc quốc tế đầu tiên của bà là tại Djibouti Sheraton với ban nhạc Roha nơi họ biểu diễn dọc theo biển đỏ với khung cảnh đẹp nhất của đại dương. Ngay sau đó, bà đã đưa một chương trình tại Sana Sheraton ở Yemen, với Ethio Star Band. Người hâm mộ của bà đã rất phấn khích vì sự xuất hiện của cô, họ đã tặng bà những món quà bằng vàng và tiền như một dấu hiệu tôn trọng thông thường và thể hiện tình yêu và danh dự của họ cho biểu tượng âm nhạc. Một cử chỉ Kuku lưu giữ trong ký ức của bà và cảm ơn tất cả người hâm mộ vì sự hiếu khách của họ. Bà cũng biểu diễn ở Abu Dhabi và Dubai với ban nhạc Roha. Trong thời gian là một nghệ sĩ mới nổi, Kuku đã biểu diễn cùng với Mahmud Ahmad, Tekele Tsefazgi, Ali Birra, Levont Fondanchi và Mengesha Getahun.
Vào cuối những năm 1980, Kuku đã chuyển đến Hoa Kỳ. Bà đã biểu diễn buổi hòa nhạc đầu tiên ở Mỹ tại Hayatt Regency vào năm 1988 và mang ngôi nhà xuống cho những người hâm mộ người Ethiopia của bà bên ngoài mảnh đất quê hương của họ. Bà bắt đầu biểu diễn ở tất cả các thành phố lớn ở Mỹ, chủ yếu là với Teddy Mekonnen. Bà cũng bắt đầu chuyến lưu diễn quốc tế đầu tiên trên khắp các thành phố lớn của châu Âu. Định cư ở khu vực DC và Virginia, bà bắt đầu hát tại nhà hàng Meskerem với Teddy Mak trên bàn phím. Với Teddy, bà phát hành album của mình Ethiopia sau bởi Gize với Abegaz Kibrework. Kuku sau đó đã gián đoạn từ sự nghiệp ca hát của mình để làm mẹ, sinh con trai Caleb, vào năm 1996.
Kuku đã chuyển gia đình trở lại Ethiopia vào năm 2002 và ngay lập tức thu âm album Gize Setegne của bà với Elias Melka và gần đây nhất là album Tizita với Express Band. Album Tizita là một trong những điều mà Kuku yêu quý và mong muốn được thu âm nhiều nhất, mong muốn được ăn mừng những bản ballad của thời đại trước. Gần đây nhất bà đã biểu diễn ở nhiều thành phố ở châu Âu, Trung Đông, Nam Phi, Bahirdar, Gambella và Hawassa. Tại địa phương, bà đã làm việc vào ban đêm tại Frank Addis, Indigo, Harrar Mesob, Weregenu, Harlam jazz, câu lạc bộ Fahrenheit và hiện đang làm việc tại Jazz Amba, khách sạn Taitu mới được cải tạo lại. Gần đây bà đã phát hành album mới đầy năng động của mình, Chalkubet, được Abiy Arka sắp xếp và phối trộn và chứa 15 bài hát. Kuku hát về sức mạnh vĩnh cửu của thời gian trong việc có khả năng sống với mọi người bằng cách quản lý một mối quan hệ và ảnh hưởng của nó đối với cuộc sống và thế giới xung quanh chúng ta. Bà đã trộn lẫn các rãnh đương đại hào nhoáng và hương vị truyền thống của người Ethiopia để dẫn đầu như một cuộc hành trình ở Chalkubet.